# Maiketso Komane
Maiketso Komane (15 de octubre de 1974) es un deportista lesotense que compitió en taekwondo. Ganó una medalla de oro en el Campeonato Africano de Taekwondo de 1998 en la categoría de –62 kg.

## Palmarés internacional
| Campeonato Africano | Campeonato Africano | Campeonato Africano | Campeonato Africano |
| Año                 | Lugar               | Medalla             | Categoría           |
| ------------------- | ------------------- | ------------------- | ------------------- |
| 1998                | Nairobi (Kenia)     | Medalla de oro      | –62 kg              |